# Cristiano da Silva
Cristiano da Silva (ur. 12 stycznia 1987 w Campo Mourão) – brazylijski piłkarz występujący na pozycji ofensywnego pomocnika w japońskim klubie Kashiwa Reysol.

## Kariera piłkarska
Od 2005 roku występował w Coritiba FBC, Toledo EC, ADAP/Galo, Marcílio Dias, Rio Claro FC, CA Metropolitano, Chapecoense, EC Juventude, Red Bull Salzburg, Tochigi SC, Ventforet Kōfu i Kashiwa Reysol.